# Cwmbran Central
Cwmbran Central (en anglais) ou Cwmbrân Ganol (en gallois) est une communauté du borough de comté de la Torfaen, au pays de Galles. Comme son nom l'indique, elle s'étend sur le centre-ville de Cwmbran.

## Démographie
Au recensement de 2011, la communauté de Cwmbran Central comptait 9 947 habitants.